# Henry Dasson
Henry Dasson (Paris, 10 mai 1825 - Saint-Germain-en-Laye, 20 mai 1896) est un ébéniste et bronzier du XIXe siècle,.

## Biographie
La formation d'Henry Dasson est celle d'un horloger, pour lequel le bronze n'est qu'un accessoire, auprès de Maître Arnoux. Il devient son chef d'atelier et  amplifie la place du bronze. En 1866  il succède  à Drechsler, élève et lui-même successeur de Charles Crozatier. 
Il a été salué par la critique et a été récompensé à chaque exposition à laquelle il a participé. Le jury international de 1878 a décerné aux travaux de  Dasson une médaille d'or ; à la suite de l'exposition des arts décoratifs en 1882, il obtint un rappel de médaille d'or et il fut fait chevalier de la Légion d'honneur.  
Henry Dasson fut l'un des plus célèbres ébénistes et bronziers de la seconde moitié du XIXe siècle. Il s'est intéressé aux chefs-d'œuvre anciens, Louis XVI en particulier. Ses meubles luxueusement ornés de bronzes, de marqueteries ou de panneaux de laque séduisent une riche clientèle internationale, et sont aujourd'hui redécouverts par les amateurs du XIXe siècle.
Il est enterré au cimetière du Père-Lachaise (82e division).